# Satelit
Satelít je naravno ali umetno telo (predmet), ki se giblje po tiru (krožnici, elipsi) okrog nebesnega telesa. Pojem satelit običajno označuje umetni satelit, naravni satelit pa se imenuje tudi luna.

## Umetni sateliti
Umetni sateliti se gibljejo po eliptičnih tirnicah (orbitah) okrog nebesnih teles, kot je na primer okrog Zemlje.
Prvi umetni satelit so izstrelili v takratni Sovjetski zvezi leta 1957 z izvedbo raket R-7. Od takrat naprej so izstrelili na tisoče satelitov v vesolje, daleč največ v zemeljsko tirnico. So pa izstrelili satelite tudi v tirnico okrog drugih nebesnih teles, kot so Luna, Merkur, Venera, Mars, Jupiter, Saturn, 4 Vesta, 433 Eros in izven Osončja (Voyager).
Nekateri veliki sateliti, kot npr. Mednarodna vesoljska postaja ali Mir, so bili sestavljeni po delih v vesolju z več deset izstrelitvami. Trenutno je operativnih nekaj sto satelitov, obstaja pa več tisoč izrabljenih satelitov in njihovih delov, ki še vedno krožijo okrog Zemlje in štejejo za vesoljske odpadke. Zaradi velikih hitrosti lahko že manjši delec povsem uniči nov operativen satelit. V zgodovini se je enkrat zgodilo, da sta trčila dva satelita. ZDA in Kitajska sta uspešno sestrelili satelit iz tirnice s protisatelitskimi orožji.
Do danes je bilo izstreljenih približno 6.600 satelitov, od tega naj bi se jih okrog 3.600 še vedno nahajalo v tirnicah, drugi so bili uničeni ali pa so zgoreli ob vstopu v atmosfero. Okrog 1000 naj bi jih bilo operativnih,   drugi naj bi bili vesoljski odpadki. Približno 500 operativnih satelitov je v nizkozemeljski tirnici, 50 jih je v srednjezemeljski tirnici (20.000 km visoko), ostali pa v geostacionarni tirnici (36.000 km visoko). 
Satelite je treba izstreliti z raketo do njihove tirnice. Največkrat so sateliti izstreljeni s kopenskih izstrelišč, lahko pa tudi z morja (opuščena naftna ploščad, npr. SeaLaunch), manjši sateliti pa tudi z letal ali podmornic (balistična raketa). Krmiljenje satelitov je računalniško.

## Izstrelitev satelitov
Satelite se izstreljuje z raketami, ki morajo pri tem premagati zemeljsko gravitacijo in zagotovito želene parametre: pozicija, naklon (inklinacija), hitrost in druge. Večino satelitov se izstreljuje v takšno ali drugačno tirnico, ni pa nujno, lahko jih pošljemo tudi na medplanetarno potovanje ali pa kam drugam. Velikokrat se omenja tudi t. i. izhodna hitrost , ki naj bi jo plovilo moralo imeti, da lahko zapusti Zemljo. To je le deloma res, npr. če bi imeli stopnice v vesolje bi lahko s hitrostjo 5 km/h zapustili Zemljo in šli v vesolje. Izhodna hitrost je parameter, ki nam pove s katero hitrostjo (11,2 km/s za Zemljo) bi morali iz Zemlje izstreliti projektil (pri tem ne upoštevamo atmosferskega zračnega upora), da bi le-ta dosegel vesolje in se ne bi vrnil nazaj na Zemljo.
So pa hitrosti v tirnici in izhodne hitrosti včasih podobne, zato pride do mešanja.
Do danes je bil vsak satelit izstreljen z raketo, ki uporablja kemično reakcijo za pogon. V prihodnosti bo možno z novimi materiali kot so ogljikova nanovlakna izdelati t. i. Vesoljsko dvigalo (ang. Space elevator) ali pa Vesoljsko fontano. Tako se bo cena iz nekaj tisoč dolarjev na kilogram znižala na nekaj sto ali pa še manj. Tak sistem bo zelo povečal kapaciteto tovora in bo tudi bolj zanesljiv. Današnje rakete so namreč približno 97% uspešne pri izstrelitvah.

## Namen in pomen
- Obstajajo različni sateliti glede na nalogo: raziskovalni, meteorološki, komunikacijski, vojaški, razvedniški, navigacijski in drugi
- Nahajajo se v različnih tirnicah (orbitah): nizkozemeljska tirnica, polarna tirnica, geostacionarna tirnica, molnija
- Obstajajo različne velikostne izvedbe[5]: veliki sateliti (s celotno maso nad 1000 kilogrami), srednji sateliti (s celotno maso med 500 in 1000 kilogrami) in miniaturni sateliti, ki so majhnih mas in velikosti: minisateliti (s celotno maso med 100 in 500 kilogrami), mikrosateliti (s celotno maso med 10 in 100 kilogrami), nanosateliti (s celotno maso med 1 in 10 kilogrami), pikosateliti (s celotno maso med 0,1 in 1 kilogramom), femtosateliti (s celotno maso manjšo do 100 gramov).
- Več satelitov skupaj lahko tvori konstelacijo ali formacijo. Satelitska konstelacija je skupina razmeščenih satelitov s koordiniranim dobrim pokrivanjem zemeljskega površja, ki med  seboj sodeluje in je sinhronizirana. Satelitska formacija (jata satelitov) je skupina satelitov, ki sodelujejo z namenom opravljanja naloge enega večjega satelita.

### Raziskovalni
Astérix, Echo, Explorer, Hipparchos, Interkozmos, Kozmos, Lageos, Landsat, Prospero, Sputnik, Syncom, Vanguard

### Meteorološki
Meteor (satelit), Meteosat, Nimbus, Prognoz, Tiros, NOAA, MetOp

### Telekomunikacijski
Telekomunikacijski sateliti skrbijo za prenos informacij med zemeljskimi uporabniki in sateliti ter obratno.
Telekomunikacijski satelit preko transponderja komutira in ojačuje telekomunikacijske signale. Visoko zmogljivi geostacionarni sateliti za radiodifuzijo skrbijo za distribucijo radijskih in televizijskih signalov do končnih uporabnikov, ki signale sprejemajo s pomočjo majhnih paraboličnih anten in satelitskih sprejemnikov. Telekomunikacijski sateliti skrbijo tudi za prenos telefonskih signalov in drugih internetnih podatkovnih tokov. 
Early Bird, Eutelsat, Gorizont, Intelsat, Molnija, Orbis, Raduga, Telecon, Telesat, Telestar,Astra

### Navigacijski
Transit, Galileo, GLONAS

### Vojaški
Discoverer

### Radioamaterski
OSCAR

## Države z možnostjo izstreljevanja satelitov
| Order | Država                  | Datum prve izstrelitve | Raketa       | Satelit                 |
| ----- | ----------------------- | ---------------------- | ------------ | ----------------------- |
| 1     | Sovjetska zveza         | 4.okt 1957             | Sputnik-PS   | Sputnik 1               |
| 2     | Združene države Amerike | 1.feb 1958             | Juno I       | Explorer 1              |
| 3     | Francija                | 26.nov 1965            | Diamant-A    | Astérix                 |
| 4     | Japonska                | 11.feb 1970            | Lambda-4S    | Ōsumi                   |
| 5     | Kitajska                | 24.apr 1970            | Long March 1 | Dong Fang Hong I        |
| 6     | Združeno kraljestvo     | 28.okt 1971            | Black Arrow  | Prospero                |
| 7     | Indija                  | 19.apr 1975            | SLV          | Aryabhata               |
| 8     | Izrael                  | 19.sept 1988           | Shavit       | Ofeq 1                  |
| 9     | Rusija[1]               | 21.jan 1992            | Soyuz-U      | Kosmos 2175             |
| 10    | Ukrajina[1]             | 13.jul 1992            | Tsyklon-3    | Strela                  |
| 11    | Iran                    | 2. feb 2009            | Safir-1      | Omid                    |
| 12    | Severna Koreja          | 12.dec 2012            | Unha-3       | Kwangmyŏngsŏng-3 Unit 2 |
| 13    | Južna Koreja            | 30.jan 2013            | Naro-1       | STSAT-2C                |